# Modularstik
Modularstik (fra engelsk Modular connector også set kaldet Bell-stik) er navnet på et system af, eller en familie af stik. Se nogle af stikkene afbildet på illustrationen. Disse stik blev oprindelig kun anvendt til telefonforbindelser. I dag anvendes de til meget andet. Fordelene ved modularstik over mange andre, er deres lille størrelse, og hvor let det er at slutte stikket til og tage det fra. En enkelt ulempe har stiksystemet, den lille låsespilt knækker let af, når stikket er pillet fra. Mange forbindelser, som oprindeligt anvendte besværlige store stik, er migreret til modularstiksystemet. De mest kendte anvendelser er til telefonstik og ethernet-stik.
Modularstik blev oprindelig først anvendt med konnekteringsstandarderne registered jack, så Registered Jack specificationerne beskriver stikkene præcist.
I dag er modularstikstandarden beskrevet i ISO standard 8877, og standarden blev først anvendt til ISDN-systemet.

## Historie
Modularstik blev opfundet og patenteret af Bell Telephone Laboratories (patent sendt 6. juli 1973; U.S. Patent 3.860.316 udstedt 14. januar 1975), og erstattede de fleste Western Electric telefonstik omkring 1976. På samme tid begyndte udfasningen af gamle skrueterminaler og store 3- og 4-polede stik til modularstik i bygninger.

## Størrelser og kontakter
Modularstik har et antal positioner til kontakter; nogle har alle kontakter i dem, andre gange undlades et eller flere par kontakter, nogle eller alle har forbundet ledninger til dem; positioner med undladte kontakter eller uforbundne kontakter er elektrisk ubrugte, men sikrer, at stikket passer korrekt. For eksempel beskriver konnekteringsstandarden RJ11 kabler, som sædvandligvis har stik med 6 positioner og 4 kontakter, til hvilke der er forbundet 2 ledninger.
Modularstik fås i fire størrelser: 4-, 6-, 8-, og 10-positioner, hvor en position er stedet for en kontakt. Ikke alle positioner behøver at have kontakter: når kontakter udelades, bliver det typisk gjort fra ydersiderne, så der altid er et lige antal symmetrisk monterede kontakter.
Stikkene bliver typiske benævnt ved at anvende de to tal, som repræsenterer antallet af positioner og kontakter, med hvert nummer fulgt af henholdsvis et "P" og "C": for eksempel, "6P2C" for et stik havende 6 positioner og 2 kontakter. Alternative benævnelser undlader "P" og "C" og separerer positionsantal og kontaktantal med enten et "x" ("6x2") er en skråstreg ("6/2").
Bøsningens dimensioner er sådan, at et stik med færre positioner kan stikkes ind, men det skal bemærkes, at ikke alle fabrikanter har denne mulighed, og disse kan skade bøsningen.
Det skal bemærkes, at specielt 8P8C-modularstikket fås i mange udgaver, som f.eks. er beregnet til kordelte (bløde) eller massive ledningsledere, skærmet (STP) eller uskærmet (UTP) brug, og herudover kan være specificeret til at overholde de elektriske standarder Category 3, Category 5, Category 5e, Category 6 og Category 6A.

## Nomenklatur
Modularstik bliver også lidt upræcist benævnt "RJ-stik," og "Western stik/bøsning".
Det er meget almindeligt, men forkert, at anvende Registered Jack numre til at benævne selve det fysiske stik; for eksempel bliver modularstikket 8P8C ofte løst kaldet RJ45 (RJ45 er en standard, som anvender modularstikket 8P8C), men 8P8C stikkene anvendes også til mange andre formål såsom ethernet – faktisk er RJ45-standarden forældet.